# Blagues dans le coin-coin
Blagues dans le coin-coin (The High and the Flighty) est un cartoon, réalisé par Robert McKimson et sorti en 1956, qui met en scène Daffy Duck et Charlie le coq.